# Плубале
Плубале́ (фр. Ploubalay, брет. Plouvalae) — коммуна во Франции, находится в регионе Бретань. Департамент — Кот-д’Армор. Главный город кантона Плубале. Округ коммуны — Динан.
Код INSEE коммуны — 22209.

## География
Коммуна расположена приблизительно в 340 км к западу от Парижа, в 65 км северо-западнее Ренна, в 50 км к востоку от Сен-Бриё.

## Население
Население коммуны на 2008 год составляло 2606 человек.
| 1962 | 1968 | 1975 | 1982 | 1990 | 1999 | 2008 |
| ---- | ---- | ---- | ---- | ---- | ---- | ---- |
| 2171 | 2150 | 2217 | 2292 | 2334 | 2385 | 2606 |

## Администрация
| Период | Период | Фамилия          | Партия                            | Примечания |
| ------ | ------ | ---------------- | --------------------------------- | ---------- |
| 1941   | 1983   | Эрнест Руксель   | Прогресс и современная демократия |            |
| 1983   | 1995   | Жан Коше         | Разные правые                     |            |
| 1995   | 2008   | Анри Деруэн      |                                   |            |
| 2008   | 2014   | Мари-Анник Гюган | Социалистическая партия           |            |

## Экономика
В 2007 году среди 1474 человек в трудоспособном возрасте (15—64 лет) 1077 были экономически активными, 397 — неактивными (показатель активности — 73,1 %, в 1999 году было 65,0 %). Из 1077 активных работали 991 человек (536 мужчин и 455 женщин), безработных было 86 (35 мужчин и 51 женщина). Среди 397 неактивных 109 человек были учениками или студентами, 169 — пенсионерами, 119 были неактивными по другим причинам.

## Достопримечательности
- Замок Кудрей (1729 год). Исторический памятник с 1964 года[3]
- Замок Ла-Маллери
- Замок Ла-Кроше
- Церковь Свв. Петра и Павла
- Часовня Сен-Кадрёк
- Менгир Превоте (эпоха неолита)

## Города-побратимы
- Борхэм[англ.] (Великобритания, с 1986)[4]

## Фотогалерея

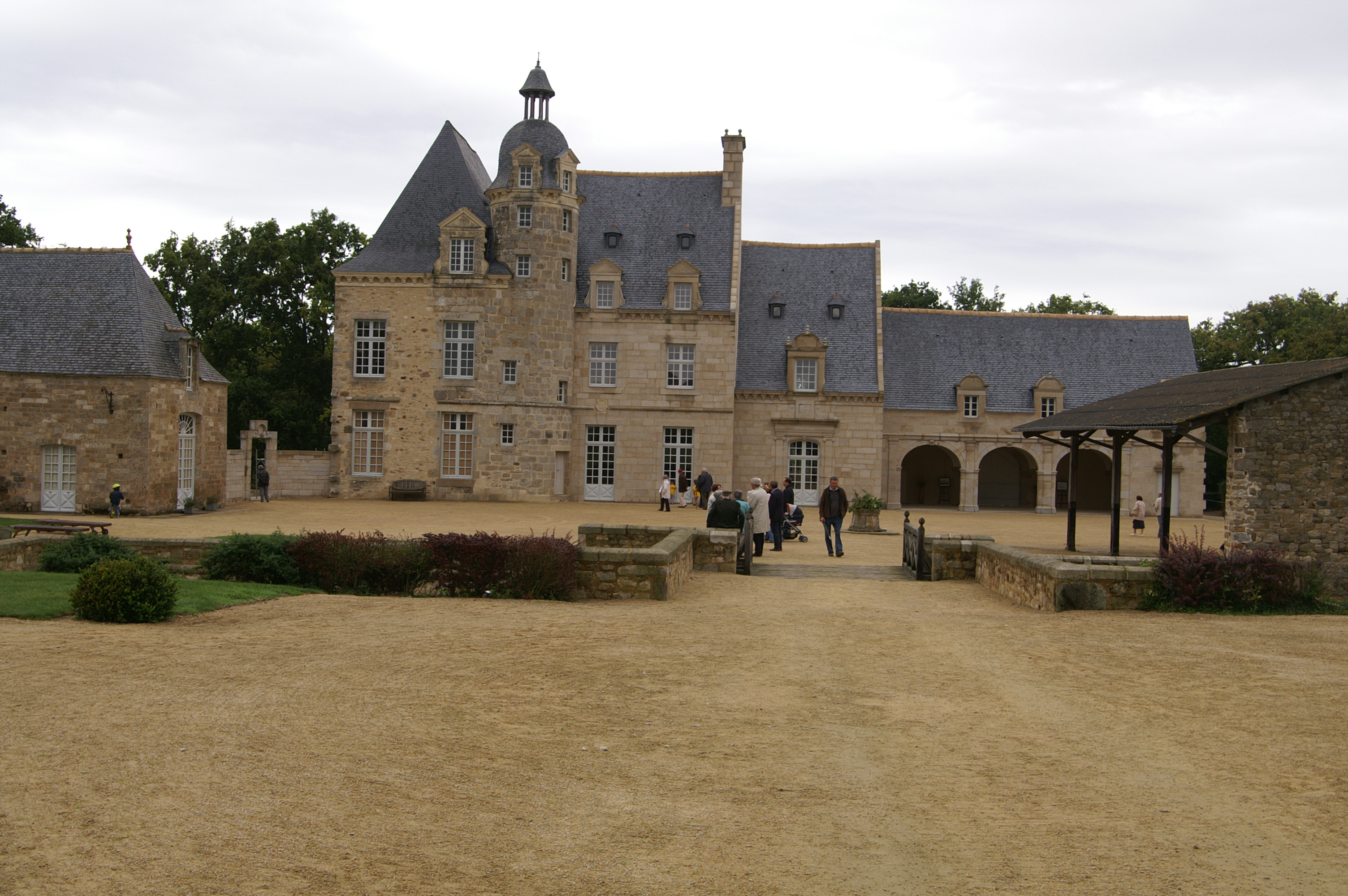
Замок Кудрей
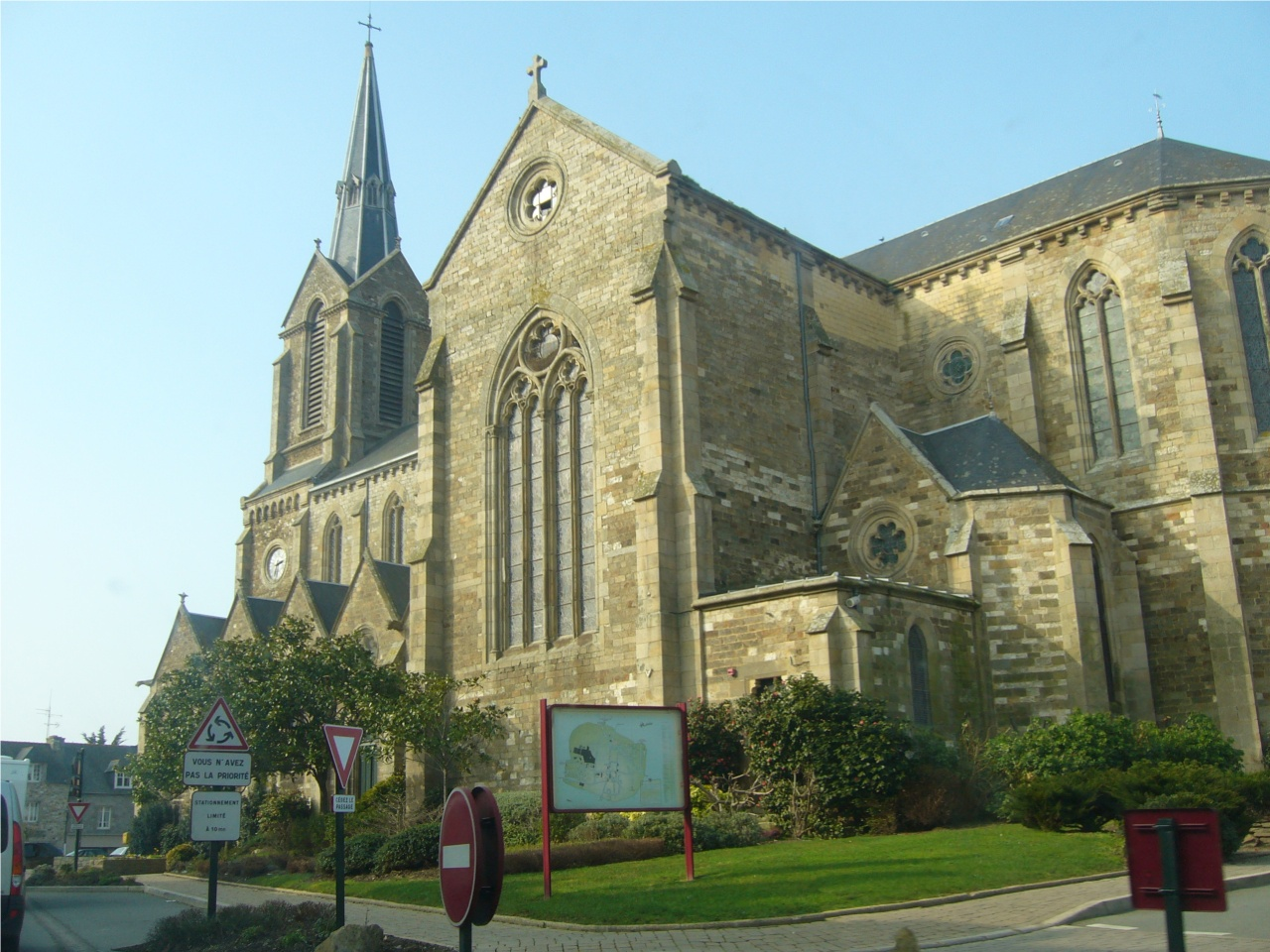
Церковь Свв. Петра и Павла
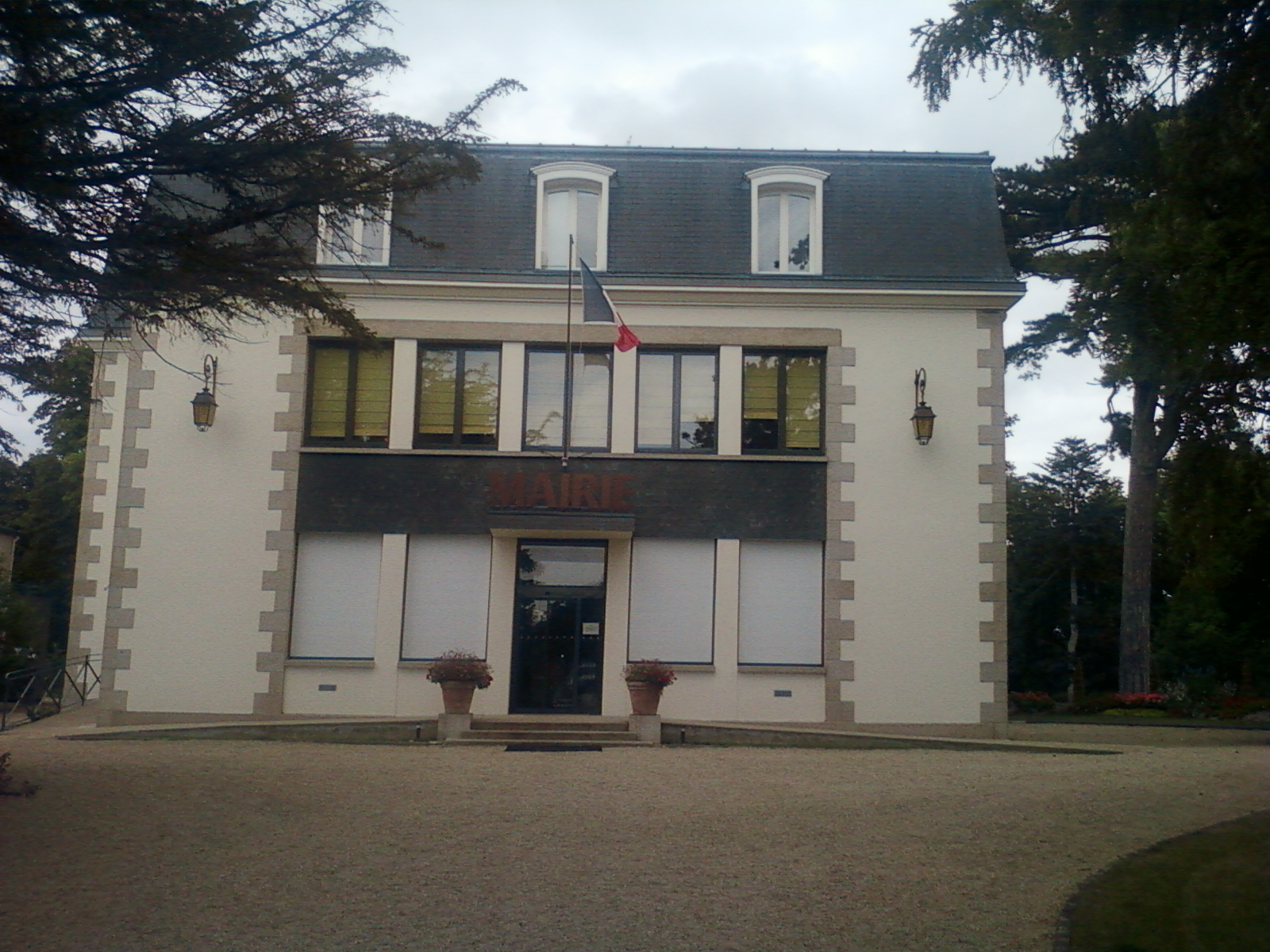
Мэрия
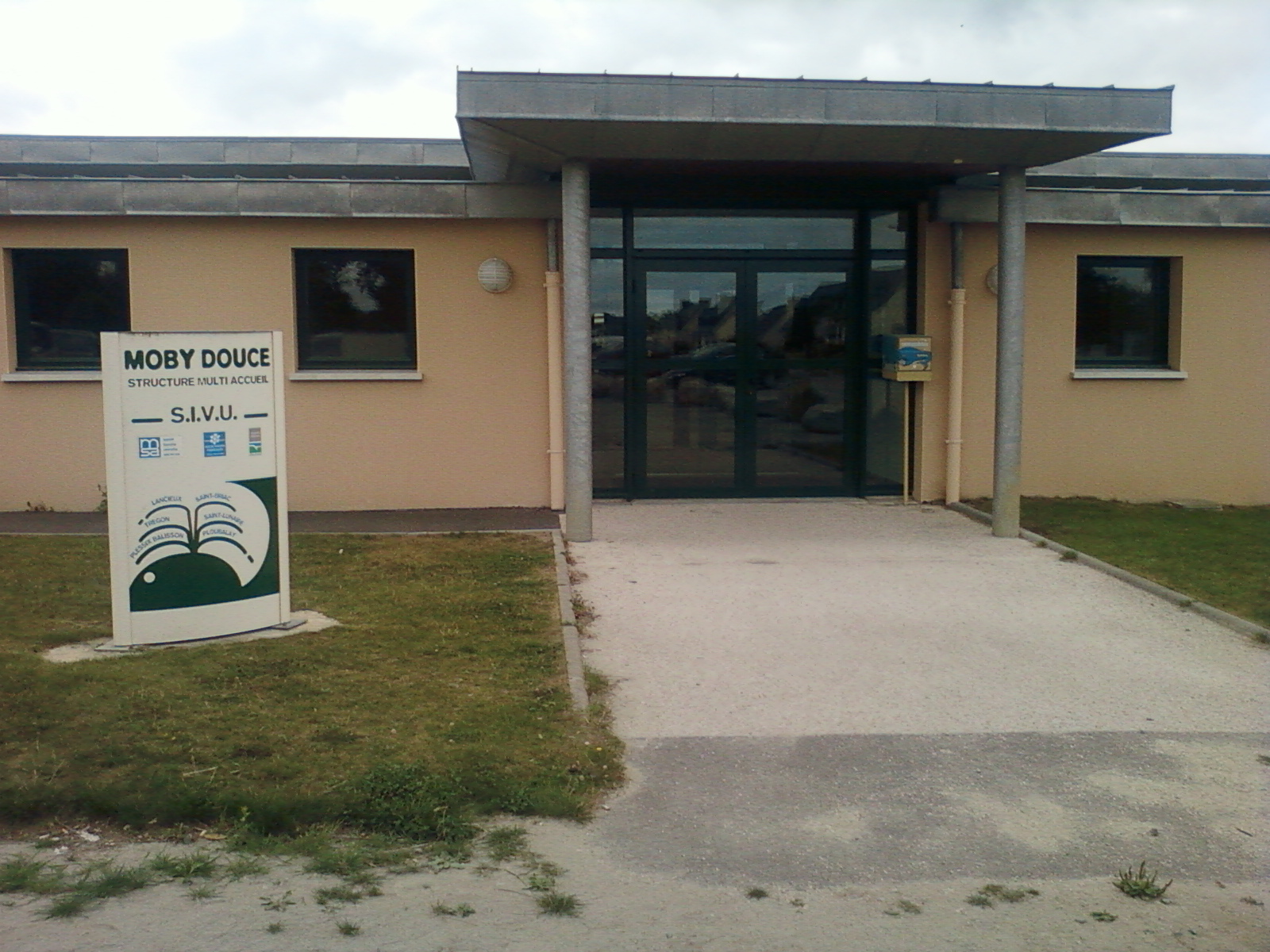
Детский сад
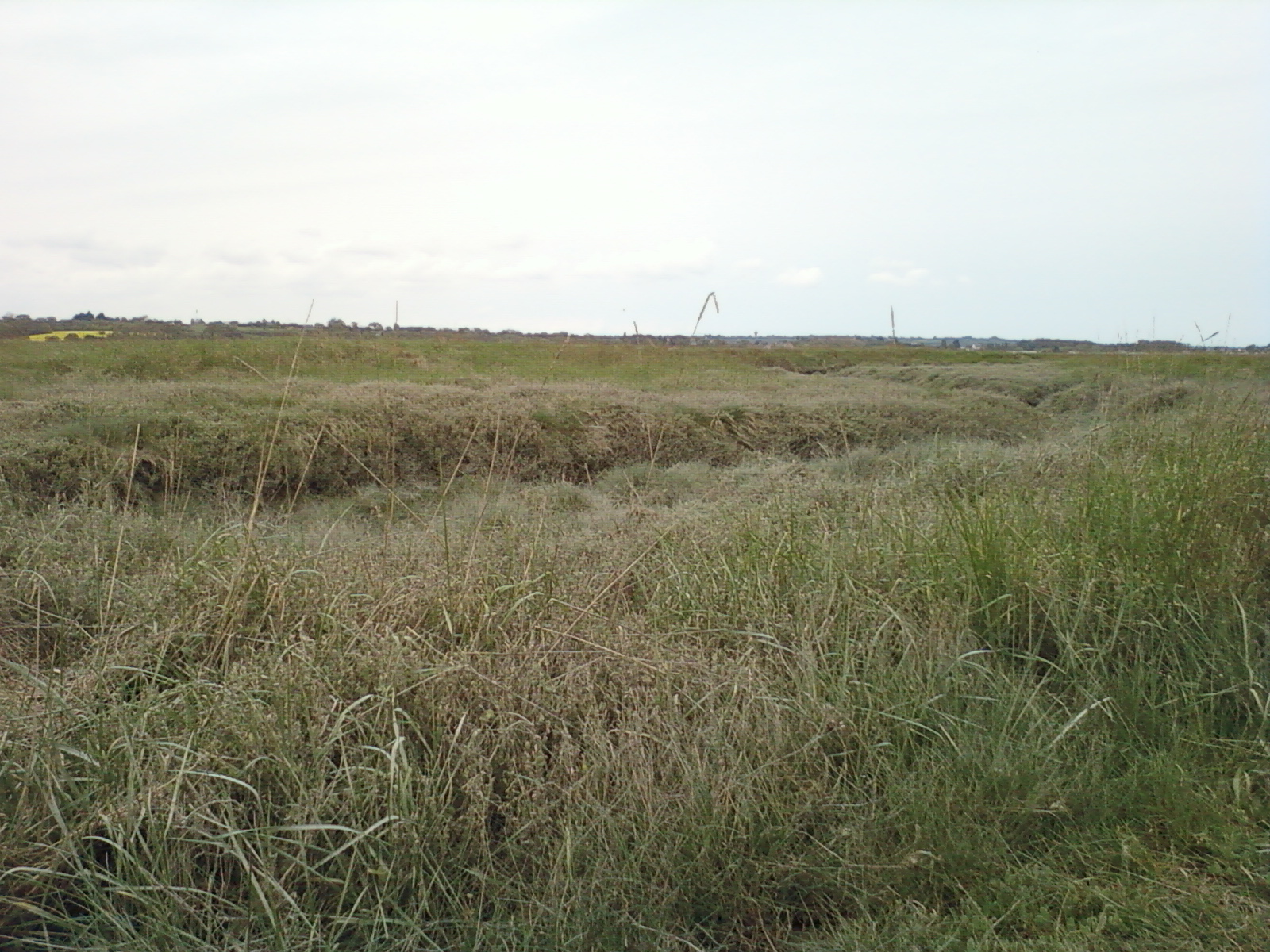
Польдер
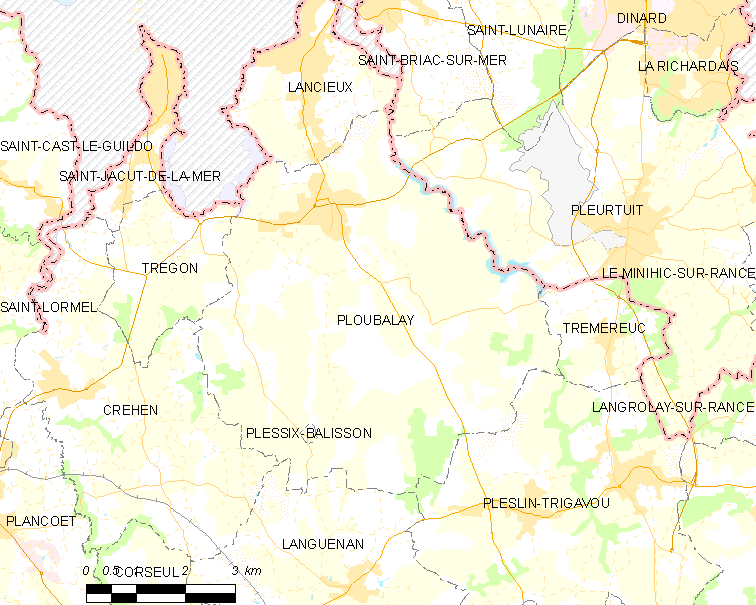
Карта коммуны